# Jean-Guy Talbot
Vous lisez un « bon article » labellisé en 2014.
Pour les articles homonymes, voir Talbot (homonymie).
Jean-Guy Talbot, né le 11 juillet 1932 au Cap-de-la-Madeleine au Québec au Canada et mort le 22 février 2024 à Trois-Rivières au Québec au Canada, est un défenseur de hockey sur glace ayant joué 1 066 matchs en saison régulière dans la Ligue nationale de hockey avec cinq équipes différentes.
Il est l'un des douze joueurs de l'organisation des Canadiens de Montréal qui participent à chacune des cinq Coupes Stanley remportées consécutivement par la franchise à la fin des années 1950.
Lors de sa carrière junior, il met fin à la carrière de Scotty Bowman en lui donnant un coup à la tête. Dans la Ligue senior du Québec, il participe à deux reprises à la finale pour le trophée Edinburgh et gagne l'une des deux. Il devient joueur pour les Canadiens en 1954 et il reste avec Montréal jusqu'en 1967 ; entretemps, il remporte sept fois la coupe Stanley. Il est choisi lors du repêchage d'expansion de la LNH 1967 par les North Stars du Minnesota, après quoi il change souvent d'équipe avant de prendre sa retraite de joueur. Il se reconvertit en devenant entraîneur des Spurs de Denver dans la Western Hockey League avec qui il remporte le championnat. Il prend par la suite le poste d'entraîneur des Blues de Saint-Louis dans la LNH. Après un nouveau passage avec les Spurs, qui sont devenus les Civics d'Ottawa, il reste une saison avec les Rangers de New York. Il arrête sa carrière d'entraîneur professionnel en 1978.

## Style de jeu
Talbot est considéré comme un membre important de la défensive de son équipe pendant son époque. Il utilise son physique pour mettre en échec ses adversaires et lors d'une confrontation, il ressort souvent de là en contrôle de la rondelle pour contrattaquer. Son physique lui donne une présence dans la zone défensive de son équipe.
Il est considéré comme faisant des passes précises tout en ayant un coup de patin dans la moyenne, ce qui fait qu'il est utilisé des deux côtés de la patinoire, c'est-à-dire à la fois pour la défense mais également lors des phases d'attaque de son équipe. Talbot passe également pour un bon vivant dans les vestiaires, n'hésitant pas à faire rire ses coéquipiers ; cette attitude permet d'enlever le stress chez les joueurs vu les exigences élevées des partisans à leurs égards. Mesurant 1,80 m (soit un peu moins de six pieds), Talbot est considéré comme un grand joueur.

## Biographie

### Ses débuts et la blessure de Bowman

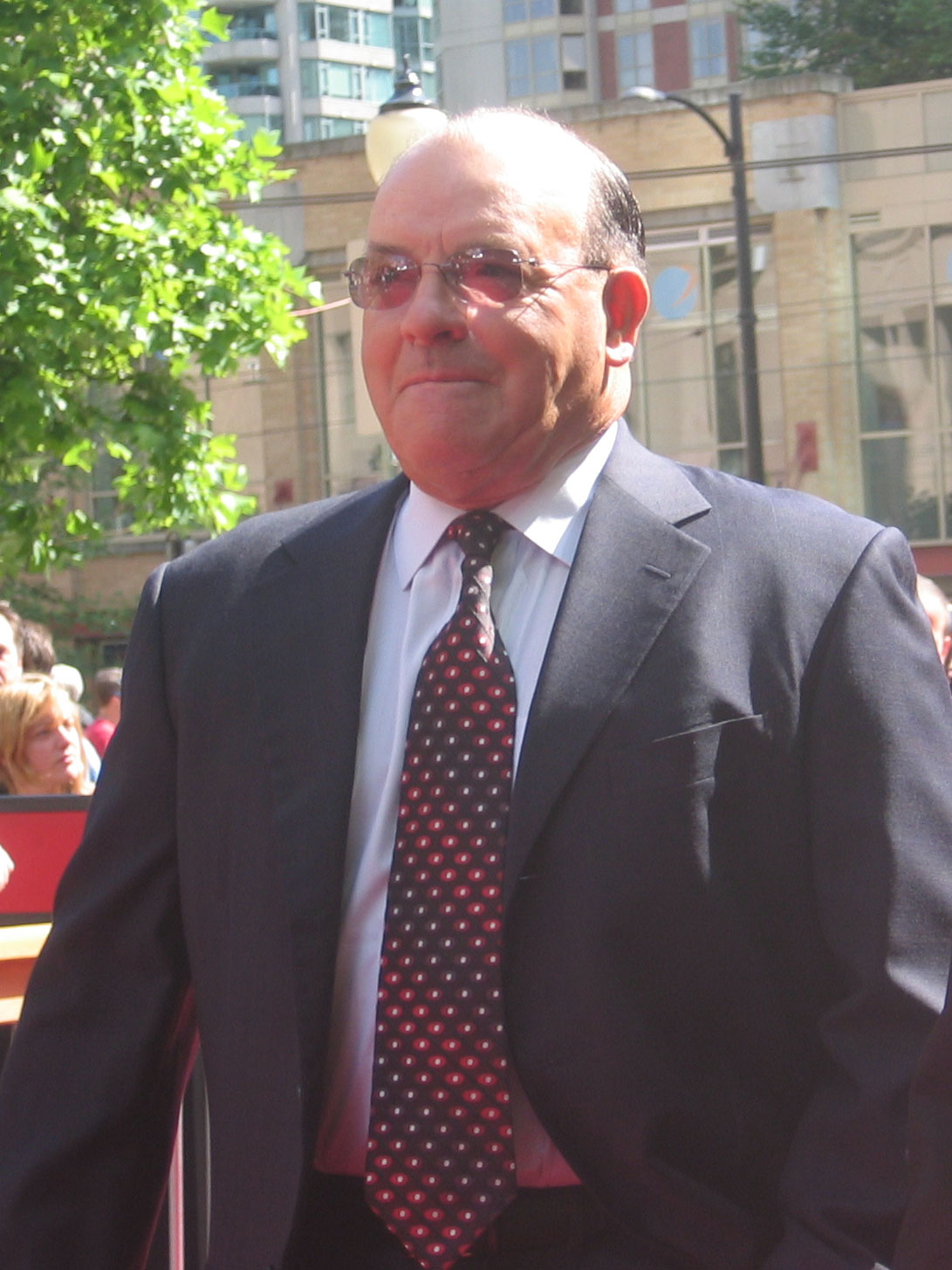
Lors de sa carrière junior, Talbot donne un dur coup à la tête de Scotty Bowman, ici présent sur la photographie, ce qui met fin à la carrière de joueur de ce dernier.

Jean-Guy Talbot débute en tant que junior avec les Reds de Trois-Rivières dans la Ligue de hockey junior du Québec en 1949-1950. Au cours de la saison suivante, il joue avec les Reds mais participe également à une rencontre dans la Ligue senior du Québec avec les Cataracts de Shawinigan-Falls. Lors de cette nouvelle saison, il comptabilise jusqu'à 136 minutes de pénalités, le plus haut total de toute la ligue. Au cours de la saison 1951-1952, le 6 mars 1952, il met fin à la carrière de Scotty Bowman. L'entraîneur des Reds, Jack Toupin, donne le conseil à Talbot de le frapper sur le bras. Alors que l'équipe du Canadien junior de Montréal est sur le point d'être éliminée des séries éliminatoires, Bowman fonce vers le but des Reds en échappée lorsque Talbot lui donne un coup. Cependant, Bowman, plus petit, reçoit le coup à la tête alors que la palette du bâton de Talbot l'atteint au front, ce qui lui fait une plaie d'une douzaine de centimètres (cinq pouces) ainsi qu'une fracture au crâne,. Des années plus tard, Jean-Guy Talbot affirme toujours que cet évènement n'était pas intentionnel : 

« J’ai toujours dit que je n’avais pas fait exprès. Mon entraîneur de l’époque disait « frappe sur le bras tu vas voir il ne te contournera pas. » Lui, il était petit et trop penché, mais le coup était parti. Ça lui est arrivé directement sur la tête. Le Canadien m’a alors offert de jouer dans un de ses clubs affiliés pour les séries. J’ai refusé et j’ai été suspendu un an. »

 À la suite de l'incident, Talbot rend visite à Bowman à l’hôpital dans le but de s'excuser. Ce coup est la cinquième pénalité de Talbot de la partie. Bowman revient au jeu pour deux saisons mais il ne sera plus jamais le même et finalement, il devient entraîneur pendant de nombreuses années. Les deux hommes se retrouveront même au sein des Blues de Saint-Louis.

### Ligue Senior du Québec
En 1952-1953, alors qu'il est âgé de 20 ans, Talbot rejoint l'équipe des As de Québec de la Ligue senior du Québec ; il compte six points en 24 rencontres jouées,. Lors de la saison suivante, les As remportent les séries de la LSQ après avoir fini à la quatrième place de la saison régulière. Ils battent les premiers au classement, les Saguenéens de Chicoutimi, puis les Sénateurs d'Ottawa dans une série de neuf matchs. Ils affrontent ensuite les Stampeders de Calgary de la Western Hockey League pour le trophée Edinburgh. Cependant, l'équipe de Québec perd face à ceux-ci en ne remportant qu'une partie contre cinq
En 1954-1955, Talbot joue toute la saison avec Shawinigan-Falls. Après avoir remporté la ligue, autant en saison régulière en devançant les Remparts de Québec qu'en série en battant les Royaux de Montréal en finale, Talbot est nommé avec son coéquipier Jean Lamirande pour faire partie de la première équipe d'étoiles de la ligue. De plus, les Cataracts et Talbot affrontent en finale les Flyers d'Edmonton de la WHL pour remporter le trophée Edinburgh. La série se conclut avec une victoire des Cataracts en ne laissant que deux victoires au gardien Glenn Hall et aux autres joueurs d'Edmonton contre cinq pour l'équipe de Talbot.

### Carrière professionnelle

#### Avec les Canadiens

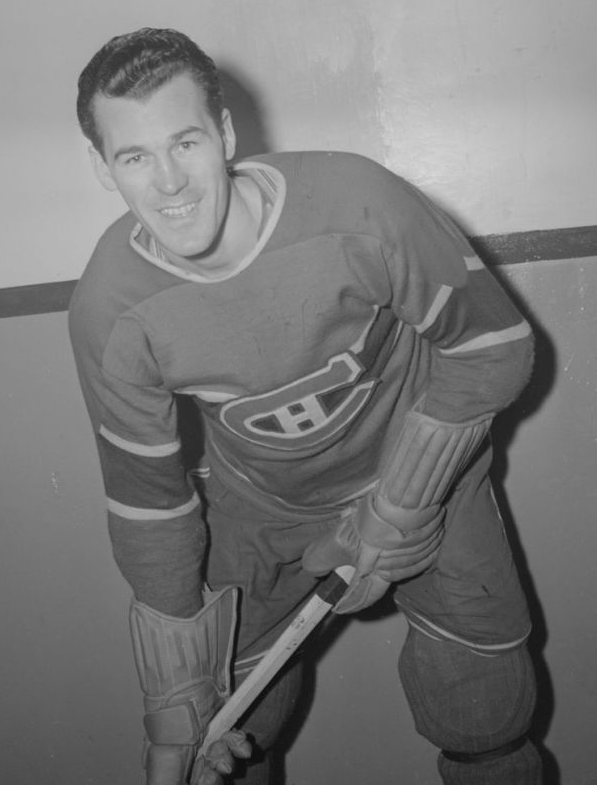
Le premier match de Talbot dans la Ligue nationale de hockey est pour remplacer Émile Bouchard qui était alors blessé.

Au cours de cette même saison 1954-1955, Talbot fait ses débuts dans la Ligue nationale de hockey en participant à trois rencontres avec les Canadiens de Montréal et en comptant une mention d'assistance. À la fin du camp d'entrainement de l'équipe en 1955, Talbot gagne son poste avec les Canadiens pour la saison 1955-1956 ; il profite de la blessure du vétéran Émile Bouchard pour gagner sa place et participer à 66 rencontres. À son retour au jeu, Bouchard dit à Talbot : « Le jeune, tu vas prendre ma place. Moi, je ne jouerai pas avec le club l'an prochain. » En effet, l'année suivante, Bouchard n'est plus avec l'équipe et Talbot joue régulièrement avec celle-ci. Émile Bouchard, Maurice Richard et Talbot deviennent ensuite des amis. Lors de la mort de Bouchard, Talbot se dit d'ailleurs touché par cette perte.
Talbot apprend comment jouer dans la LNH avec des vedettes comme Doug Harvey et Tom Johnson avec qui il forme le Big three. Malgré un grand nombre de saisons joués avec l'équipe, Talbot ne joue qu'à une occasion avec Harvey, lorsqu'il est sélectionné pour le match des étoiles alors qu'il est choisi pour faire partie de la première équipe d'étoiles en 1962. Jean-Guy Talbot joue treize saisons et également la grande partie de sa carrière jusqu'à la saison 1966-1967 avec les Canadiens. Entre 1956 et 1960, il remporte cinq fois d'affilée la coupe Stanley ; il est ainsi un des douze joueurs à remporter les cinq trophées. Talbot sert en quelque sorte de mentor pour certains joueurs comme Jean-Claude Tremblay, Terry Harper, Ted Harris et Jacques Laperrière.
Talbot dit plus tard que la première coupe Stanley est celle qui a marqué le plus sa carrière, tout comme son premier match des étoiles. À la suite des cinq coupes Stanley remportées, l'équipe connait une période de quatre saisons sans coupe. Talbot, Jean Béliveau, Henri Richard, Ralph Backstrom et Claude Provost, quintuples champions de la coupe évoluent toujours avec l'équipe lors de ces années infructueuses.
En 1961-1962, il est pour la première fois le meilleur pointeur de son équipe au niveau des défenseurs durant cette même campagne, il joue son 400e match dans la LNH. La saison suivante, il redevient le meilleur pointeur chez les défenseurs des Canadiens. En 1964-1965, Talbot et les Canadiens renouent avec la victoire en remportant de nouveau la coupe aux dépens des Black Hawks de Chicago. Le scénario identique se recrée l'année suivante, cette fois-ci contre les Red Wings de Détroit. Il s'agit de la dernière des sept coupes remportées, changeant d'équipe l'année suivante. C'est durant le mois de janvier de cette même saison 1965-1966 que Talbot joue son 700e match dans la LNH et avec les Canadiens par la même occasion.
Au cours de la majeure partie de sa carrière avec Montréal, Talbot porte le 17 ; ce choix est influencé de Ken Reardon, gérant général des Cataractes de Shawinigan à son époque, qui voit le 17 comme un porte bonheur. Talbot est considéré comme un joueur qui aime jouer des tours à ses coéquipiers. Un bon exemple est qu'avant les parties, Talbot donne un coup de poing sur le couvre-chef de son entraîneur, Toe Blake sans jamais recevoir quelconque reproche de la part de son entraîneur, cependant, après être arrivé en retard à l'une d'entre elles, il ne le fait pas et les Canadiens perdent la partie, Blake le convoque à la fin de la partie dans le but de l'avertir de toujours frapper son chapeau dans l'avenir puisqu'ils gagnent des rencontres quand il le fait.

#### Après les Canadiens
En 1967, la LNH passe de six franchises à douze ; Talbot est âgé de 35 ans et l'organisation des Canadiens décide de ne pas le protéger. Lors du repêchage d'expansion de la LNH 1967 qui se tient le 6 juin 1967, il est choisi par les North Stars du Minnesota. Cependant, il ne joue que quatre rencontres avec Minnesota au début de la saison 1967-1968 et au cours de cette saison, il change deux fois de formation, passant des North Stars, aux Red Wings de Détroit et aux Blues de Saint-Louis. Les North Stars échangent Talbot à Détroit en compagnie de Dave Richardson en échange de Bob McCord et Duke Harris le 19 octobre 1967. Les Blues de Saint-Louis le réclament ensuite au ballottage le 13 janvier 1968. Talbot n'apprécie pas de changer de formation aussi souvent et il envisage alors d'arrêter sa carrière. Au sein des Blues, il se retrouve dirigé par Scotty Bowman mais il décide de jouer quelques années de plus.
Il passe trois saisons complètes avec les Blues de Saint-Louis. Lors de ses trois campagnes avec l'équipe basée au Missouri, il atteint à chaque reprise la finale de la coupe Stanley, sans jamais la remporter. En 1970-1971, il débute avec les Blues mais il est une nouvelle fois échangé le 4 novembre 1970 aux Sabres de Buffalo avec Larry Keenan contre Bob Baun. À la fin de cette saison, il prend sa retraite du hockey professionnel à l'âge de 38 ans. Avec les Sabres, il signe son contrat le plus lucratif à vie avec 82 000 dollars. Talbot finit sa carrière avec un total de sept coupes Stanley, ce qui en fait la neuvième personne à en avoir le plus remportées dans sa carrière.
Durant l'intégralité de sa carrière professionnelle, Talbot participe à sept reprises au match des étoiles de la Ligue nationale de hockey. Talbot considère que parmi les cinq équipes avec qui il joue durant sa carrière, le Canadien est la meilleure, suivie par les Blues, il s'agit d'ailleurs des deux équipes avec qui il joue le plus de saisons. Durant sa carrière, il subit de nombreuses blessures : à l'épaule, aux genoux et il se casse même une cheville, mais, bien que jouant toute sa carrière, il ne s'est jamais blessé à la tête selon ses dires.

### Carrière d'entraîneur
Après sa carrière de joueur, il commence sa carrière en tant qu'entraîneur et il réussit à se rendre au poste d'entraîneur-chef des Rangers de New York et des Blues de Saint-Louis dans la LNH. Il fait ses premiers pas en tant qu'entraineur avec les Spurs de Denver dans la WHL où il est engagé le 1er novembre 1971, dès sa première année comme entraineur-chef, son équipe remporte le championnat. Lors de son passage avec les Spurs, il est entraineur-chef ainsi que directeur général de l'équipe. Cette performance ne passe pas inaperçu puisque au neuvième match de la saison suivante, il remplace au début novembre Al Arbour comme entraineur des Blues, il y restera deux ans. John Choyce comble son poste chez les Spurs au départ de Talbot. Il entraine deux saisons chez les Blues, l'année suivante, il retourne avec les Spurs de Denver sans la Ligue centrale de hockey, puis l'année suivante, l'équipe passe à l'Association mondiale de hockey où ils changent de noms pour les Civics d'Ottawa.
Après son rôle d'assistant-entraineur de John Ferguson l'année précédente, il est nommé entraineur-chef des Rangers pour remplacer ce-dernier durant l'été après deux années en dessous des attentes pour l'équipe, elle vient de rater deux fois les séries éliminatoires. Durant sa seule saison à la tête de l'équipe, Talbot accumule 30 victoires, 37 défaites et 13 défaites en prolongation. Ses statistiques permettent à l'équipe de se rendre en séries où ils perdent en première ronde. Le 2 juin 1978, les Rangers décident de le renvoyer pour le remplacer par Fred Shero. Il est reconnu pour porter un survêtement à la place du traditionnel veston-cravate porté par les entraineurs,,. À la suite de son passage avec les Rangers, le New York Magazine raconte que le principal problème de Talbot est qu'il n'inspire pas l'intérêt.

### Après-carrière et vie privée
En 2007, Talbot, comme tous les joueurs qui remportent la coupe Stanley cinq ans de suite entre 1956 et 1960, reçoit de la part de la LNH une réplique miniature de la coupe. De ses sept bagues de la coupe Stanley, Talbot n'en conserve qu'une seule, les autres appartiennent désormais à ses enfants.
Talbot désapprouve plusieurs nouveaux règlements de la ligue dans laquelle il a joué durant de nombreuses saisons, notamment celui selon lequel un joueur peut quitter le banc des punitions si l'adversaire marque même sans avoir purgé la totalité de la punition, disant que « Lorsque tu avais une punition, tu avais à rester au banc deux minutes et on avait l'habitude de marquer deux buts chaque fois. C'est pourquoi ils ont changé la règle. Je pense que si tu prends deux minutes, tu dois rester deux minutes sur le banc. Comme c'était le cas avant. »,.
Jean-Guy Talbot habite en 2012 dans la ville de Trois-Rivières, au Québec avec sa femme Pierrette après avoir passé quelques années aux États-Unis. Il y possède un terrain à partir de 1956. Il a trois enfants : Carolle, Danny et Michel. Ils vivent tous aujourd'hui aux États-Unis. Austin pour Carolle, Denver pour Danny et Massina pour Michel. Après sa carrière, il devient, grâce à Ronald Corey, représentant pour la brasserie O'Keefe pendant plusieurs années.
Le 5 mars 2012, vers deux heures du matin, Talbot rentre au Centre hospitalier régional de Trois-Rivières pour un malaise, selon certain média, ce serait une labyrinthite,; pour d'autres, un accident vasculaire cérébral,.
Il meurt à l'âge de 91 ans le 22 février 2024 à l'hôpital de Trois-Rivières.

## Statistiques

### En tant que joueur
Cette section présente les statistiques de Talbot au cours des différentes saisons auxquelles il participe. Entre sa première saison en tant que junior en 1949 et sa dernière saison en 1971, il joue pendant plus de 20 ans au hockey sur glace, participant à plus de mille rencontres dans la LNH. Évoluant en défense, il ne compte que 43 buts pour 242 mentions d'assistance soit un total de 285 points dans la LNH alors qu'il reçoit plus de mille minutes de pénalités dans la LNH.
| Saison     | Équipe                         | Ligue      |       | Saison régulière | Saison régulière | Saison régulière | Saison régulière | Saison régulière |    | Séries éliminatoires | Séries éliminatoires | Séries éliminatoires | Séries éliminatoires | Séries éliminatoires |
| Saison     | Équipe                         | Ligue      | PJ    | B                | A                | Pts              | Pun              | PJ               | B  | A                    | Pts                  | Pun                  |                      |                      |
| 1949-1950  | Reds de Trois-Rivières         | LHJQ       | 36    | 3                | 4                | 7                | 79               | 9                | 0  | 3                    | 3                    | 12                   |                      |                      |
| 1950-1951  | Reds de Trois-Rivières         | LHJQ       | 44    | 7                | 22               | 29               | 136              | 8                | 0  | 1                    | 1                    | 18                   |                      |                      |
| 1950-1951  | Cataractes de Shawinigan-Falls | LSQ        | 1     | 0                | 0                | 0                | 0                |                  |    |                      |                      |                      |                      |                      |
| 1951-1952  | Reds de Trois-Rivières         | LHJQ       | 43    | 12               | 36               | 48               | 132              | 4                | 1  | 0                    | 1                    | 12                   |                      |                      |
| 1952-1953  | As de Québec                   | LSQ        | 24    | 2                | 4                | 6                | 33               |                  |    |                      |                      |                      |                      |                      |
| 1953-1954  | As de Québec                   | LSQ        | 67    | 9                | 11               | 20               | 58               |                  |    |                      |                      |                      |                      |                      |
| 1954-1955  | Cataracts de Shawinigan-Falls  | LSQ        | 59    | 6                | 28               | 34               | 82               |                  |    |                      |                      |                      |                      |                      |
| 1954-1955  | Canadiens de Montréal          | LNH        | 3     | 0                | 1                | 1                | 0                | --               | -- | --                   | --                   | --                   |                      |                      |
| 1955-1956  | Canadiens de Montréal          | LNH        | 66    | 1                | 13               | 14               | 78               | 9                | 0  | 2                    | 2                    | 4                    |                      |                      |
| 1956-1957  | Canadiens de Montréal          | LNH        | 69    | 0                | 13               | 13               | 74               | 10               | 0  | 2                    | 2                    | 10                   |                      |                      |
| 1957-1958  | Canadiens de Montréal          | LNH        | 55    | 4                | 15               | 19               | 67               | 10               | 0  | 3                    | 3                    | 12                   |                      |                      |
| 1958-1959  | Canadiens de Montréal          | LNH        | 69    | 4                | 17               | 21               | 77               | 11               | 0  | 1                    | 1                    | 10                   |                      |                      |
| 1959-1960  | Canadiens de Montréal          | LNH        | 69    | 1                | 14               | 15               | 60               | 8                | 1  | 1                    | 2                    | 8                    |                      |                      |
| 1960-1961  | Canadiens de Montréal          | LNH        | 70    | 5                | 26               | 31               | 143              | 6                | 1  | 1                    | 2                    | 10                   |                      |                      |
| 1961-1962  | Canadiens de Montréal          | LNH        | 70    | 5                | 42               | 47               | 90               | 6                | 1  | 1                    | 2                    | 10                   |                      |                      |
| 1962-1963  | Canadiens de Montréal          | LNH        | 70    | 3                | 22               | 25               | 51               | 5                | 0  | 0                    | 0                    | 8                    |                      |                      |
| 1963-1964  | Canadiens de Montréal          | LNH        | 66    | 1                | 13               | 14               | 83               | 7                | 0  | 2                    | 2                    | 10                   |                      |                      |
| 1964-1965  | Canadiens de Montréal          | LNH        | 67    | 8                | 14               | 22               | 68               | 13               | 0  | 1                    | 1                    | 22                   |                      |                      |
| 1965-1966  | Canadiens de Montréal          | LNH        | 59    | 1                | 14               | 15               | 50               | 10               | 0  | 2                    | 2                    | 8                    |                      |                      |
| 1966-1967  | Canadiens de Montréal          | LNH        | 68    | 3                | 5                | 8                | 51               | 10               | 0  | 0                    | 0                    | 0                    |                      |                      |
| 1967-1968  | North Stars du Minnesota       | LNH        | 4     | 0                | 0                | 0                | 4                | --               | -- | --                   | --                   | --                   |                      |                      |
| 1967-1968  | Red Wings de Détroit           | LNH        | 32    | 0                | 3                | 3                | 10               | --               | -- | --                   | --                   | --                   |                      |                      |
| 1967-1968  | Blues de Saint-Louis           | LNH        | 23    | 0                | 4                | 4                | 2                | 18               | 0  | 2                    | 2                    | 8                    |                      |                      |
| 1968-1969  | Blues de Saint-Louis           | LNH        | 69    | 5                | 4                | 9                | 24               | 12               | 0  | 2                    | 2                    | 6                    |                      |                      |
| 1969-1970  | Blues de Saint-Louis           | LNH        | 75    | 2                | 15               | 17               | 40               | 16               | 1  | 6                    | 7                    | 16                   |                      |                      |
| 1970-1971  | Blues de Saint-Louis           | LNH        | 5     | 0                | 0                | 0                | 6                | --               | -- | --                   | --                   | --                   |                      |                      |
| 1970-1971  | Sabres de Buffalo              | LNH        | 57    | 0                | 7                | 7                | 36               | --               | -- | --                   | --                   | --                   |                      |                      |
| Totaux LNH | Totaux LNH                     | Totaux LNH | 1 066 | 43               | 242              | 285              | 1 014            | 151              | 4  | 26                   | 30                   | 142                  |                      |                      |

### En tant qu'entraîneur
| Saison    | Équipe                          | Ligue |    | PJ | V  | D  | N                             |  | Séries éliminatoires |
| 1971-1972 | Spurs de Denver                 | WHL   | 62 | 36 | 18 | 8  | Champion                      |  |                      |
| 1972-1973 | Spurs de Denver                 | WHL   | 9  | 3  | 6  | 0  |                               |  |                      |
| 1972-1973 | Blues de Saint-Louis            | LNH   | 65 | 30 | 28 | 8  | 1er tour                      |  |                      |
| 1973-1974 | Blues de Saint-Louis            | LNH   | 55 | 22 | 25 | 8  | Hors-séries                   |  |                      |
| 1974-1975 | Spurs de Denver                 | LCH   | 78 | 36 | 29 | 13 | 1er tour                      |  |                      |
| 1975-1976 | Spurs de Denver/Civics d'Ottawa | AMH   | 41 | 14 | 26 | 1  | Non qualifiée pour les séries |  |                      |
| 1977-1978 | Rangers de New York             | LNH   | 80 | 30 | 37 | 13 | 1er tour                      |  |                      |

## Trophées et honneurs personnels
- Ligue senior du Québec
  - Trophée Edinburgh : 1955[13]
  - Première équipe d'étoiles : 1955[13]
- Ligue nationale de hockey
  - Coupe Stanley : 1956, 1957, 1958, 1959, 1960, 1965 et 1966.
  - Match des étoiles : 1956, 1957, 1958, 1960, 1962, 1965 et 1967[2].
  - Première équipe d'étoiles : 1962[2].